# Stenodynerus trotzinai
Stenodynerus trotzinai är en stekelart som först beskrevs av Moravitz 1895.  Stenodynerus trotzinai ingår i släktet smalgetingar, och familjen Eumenidae. Inga underarter finns listade i Catalogue of Life.